# クズ
クズ（葛、学名: Pueraria lobata subsp. lobata）は、マメ科クズ属のつる性の多年草である。山野に生え、半低木となる。日本では、根を用いて食材の葛粉や漢方薬が作られ、花は万葉の昔から秋の七草の一つに数えられている。

## 名称
和名は、かつて大和国（現：奈良県）吉野川（紀の川）上流の国栖（くず）が葛粉の産地であったことに由来する。国栖の人が、この植物を売り歩いたため、いつしかクズとよばれるようになったという説がある。漢字は葛を当てる。
日本の地方によって、ウマノオコワ、ウマノボタモチ、ウラミグサ（裏見草）、カイコズル、カズ、カンコカズラ、カンネ、クズカズラ、クゾフジ、ゴゾバ、タズネカズラ、マクズなどの別名でもよばれている。
中国植物名（漢名）は葛（かつ）といい、中華人民共和国等の中華圏では、鶏斉根（繁体字: 雞齊根、簡体字: 鸡齐根、拼音: jīqígēn）とも呼ばれる。

## 分布
温帯および暖帯に分布し、北海道から九州までの日本各地のほか、中国からフィリピン、インドネシア、ニューギニアに分布している。世界の侵略的外来種ワースト100 (IUCN, 2000) 選定種の一つである。山野の林内や林縁、土手、河原などに自生しており、山の斜面や道端、荒れ地に多く、人手の入った薮によく繁茂する。
北アメリカでは、1876年にフィラデルフィアで開催されたフィラデルフィア万国博覧会（独立百年祭博覧会）の際、日本から運ばれて飼料作物および庭園装飾用として展示されたのをきっかけとして、東屋やポーチの飾りとして使われるようになった。さらに緑化・土壌流失防止用として政府によって推奨され、20世紀前半は持てはやされた。しかし、繁茂力の高さや拡散の速さから、有害植物ならびに侵略的外来種として指定され、駆除が続けられている。現在ではクズの成育する面積は3万km2と推定されている（アメリカ合衆国におけるクズ も参照）。

## 形態
大型のつる性多年生草本。基部は木質化し、暗褐色で皮目が多く、半低木になる。至るところに旺盛につるを伸ばして茂る。地面を這うつるは、他のものに巻きつくか地面を這って10メートル (m) 以上に伸び、若いときは全体に褐色の細かい毛が生えている。つるの上部は冬に枯れるが、大きい株の太いつるには冬芽がつく。冬芽は卵形で2個並び、葉痕は円形や楕円形で大きく、両脇に托葉が残ることがある。葉痕には維管束痕が3個つく。
太く育った幹は径20センチメートル (cm) ほどになる。地下では肥大した長芋状の塊根となり、長さは1.5 m、径は20センチメートル (cm) に達する。
葉は大型の三出複葉で、長い葉柄で互生し。小葉は直径15 cm超の菱形状の円形でさらに中裂することがあり、受ける日光の強さで角度を変え、草質で幅広く大きい。小葉の縁はなめらかで、裏面は白い毛を密生して白色を帯びている。
花期は夏から秋（7 - 9月ごろ）。葉腋から総状花序が上向きに立ち上がり、濃紺紫色の甘い芳香を発する蝶形花を房状に密集してつけ、下から順に咲かせる。花色には変異がみられ、白いものをシロバナクズ、淡桃色のものをトキイロクズと呼ぶ。
花後に褐色の剛毛に被われた枝豆に似た、長さ15 cmほどある扁平な果実（莢果・豆果）を結ぶ。冬に残った豆果は、黄褐色の毛が多くてよく目立つ。

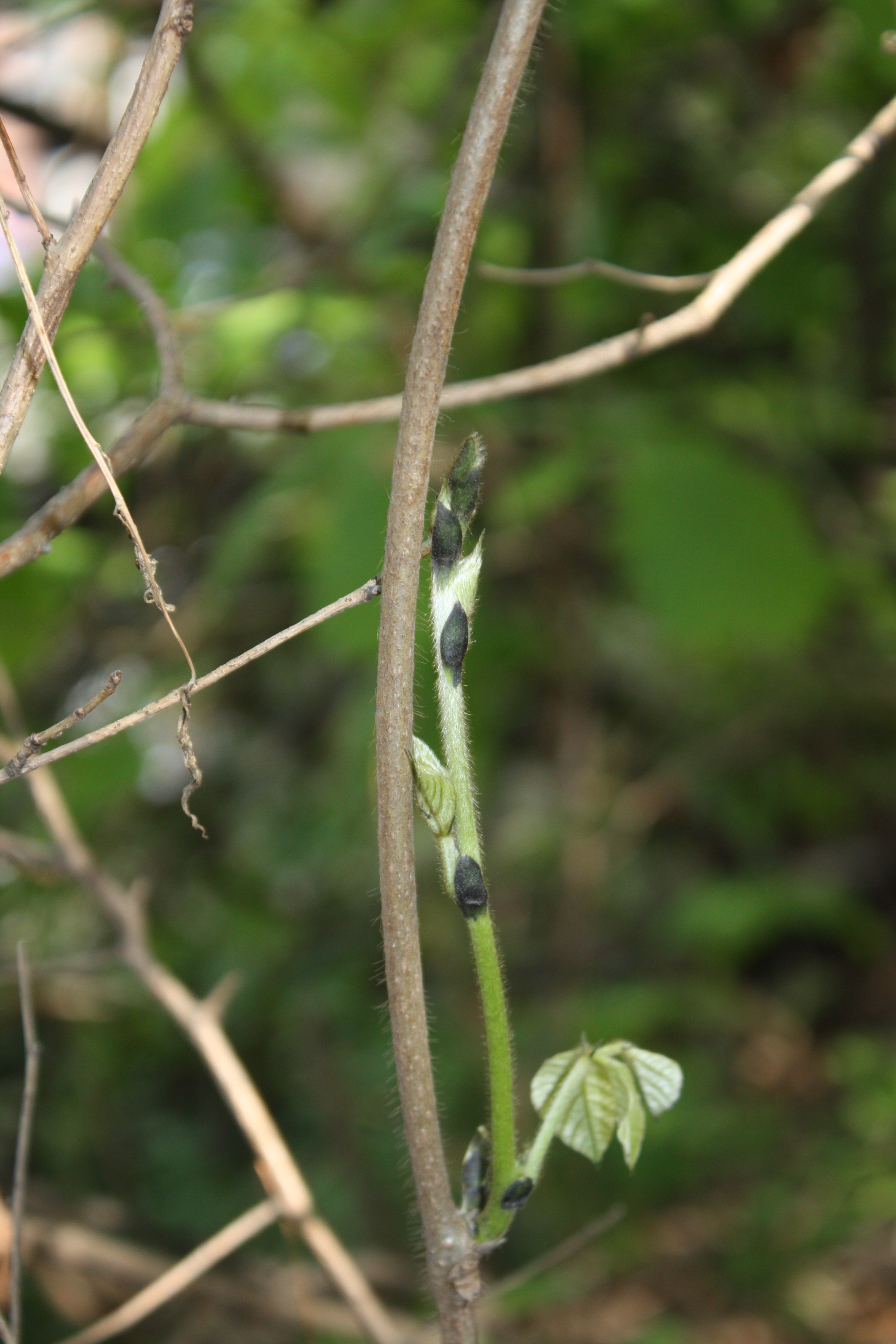
茎
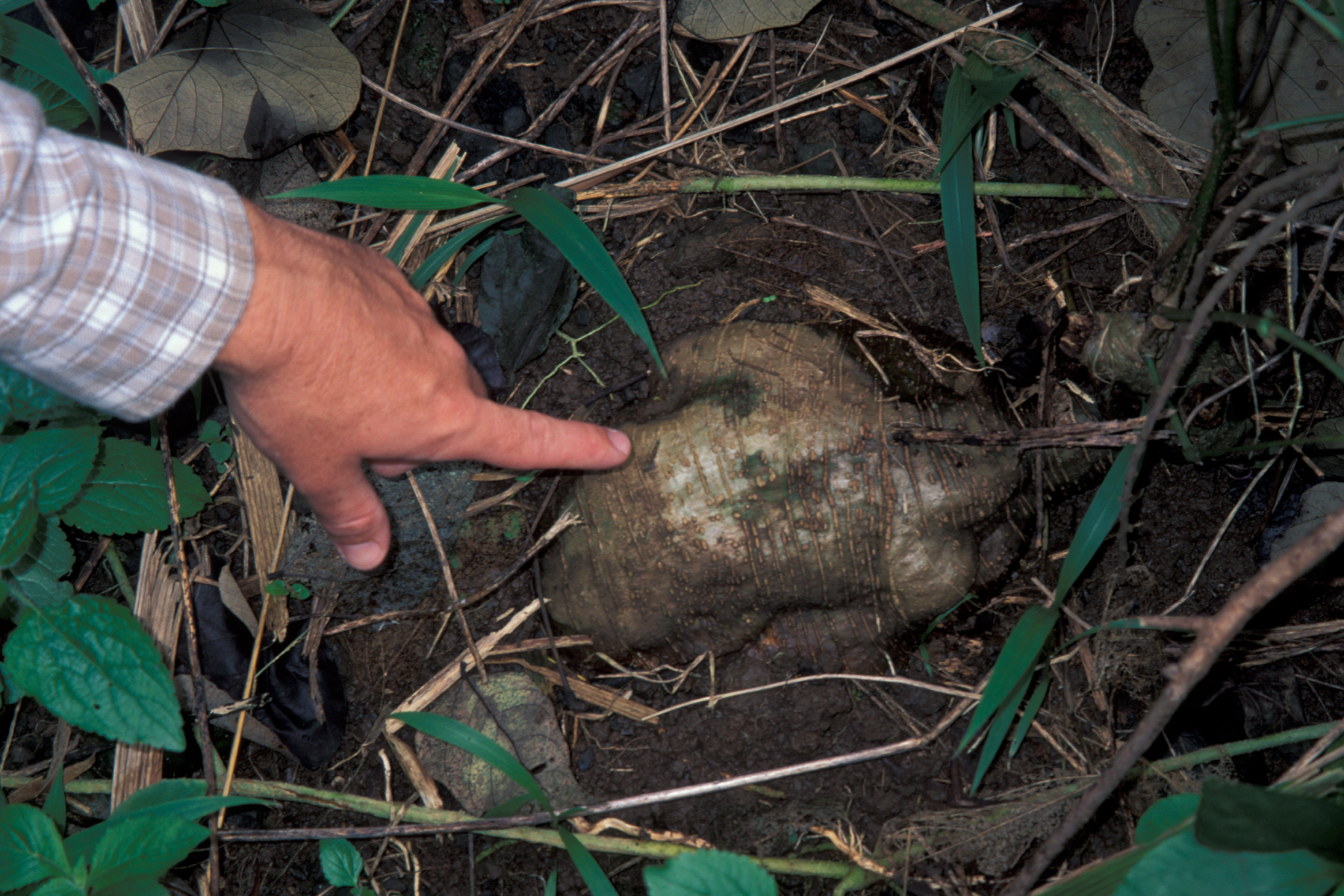
根
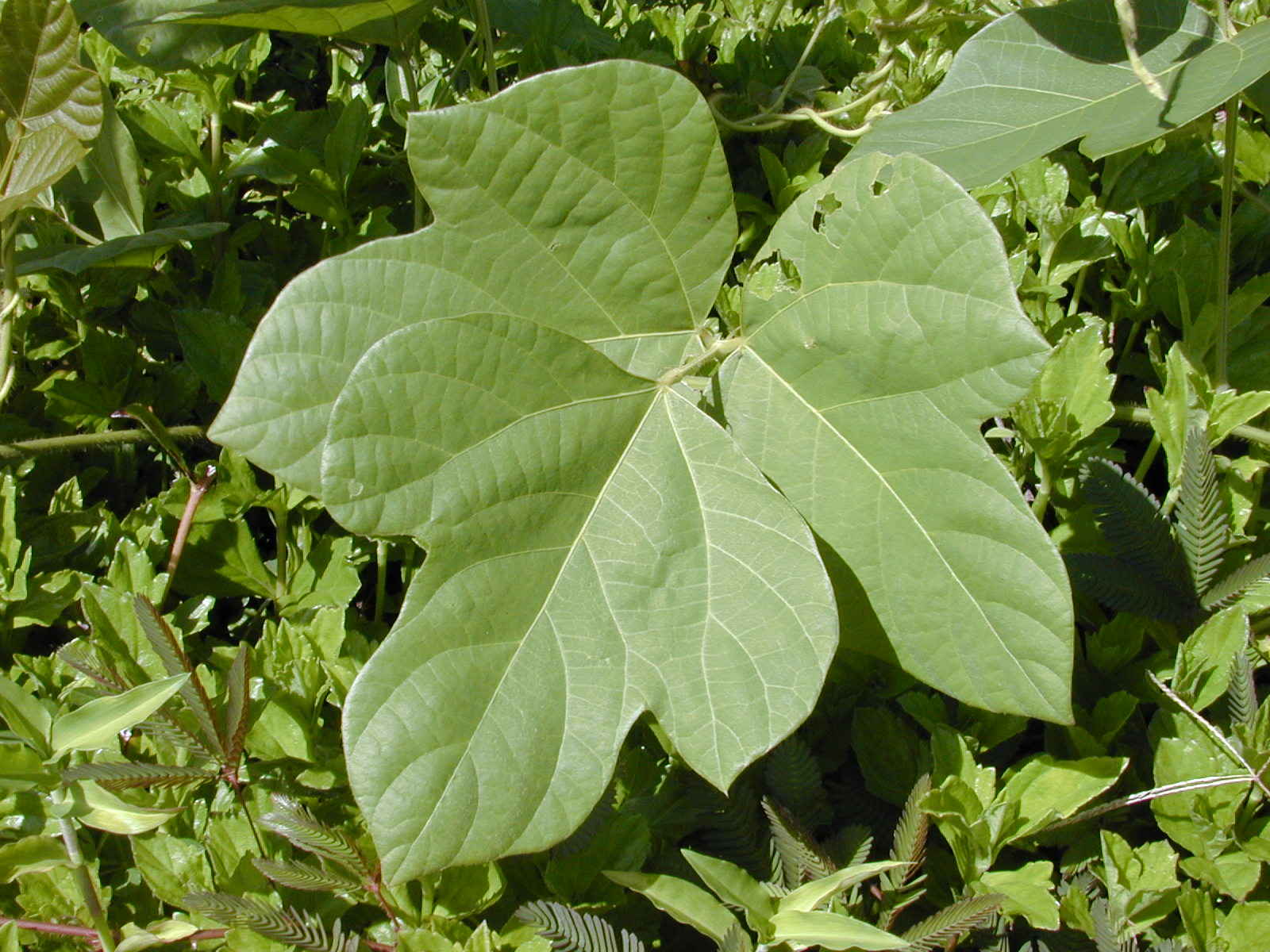
葉
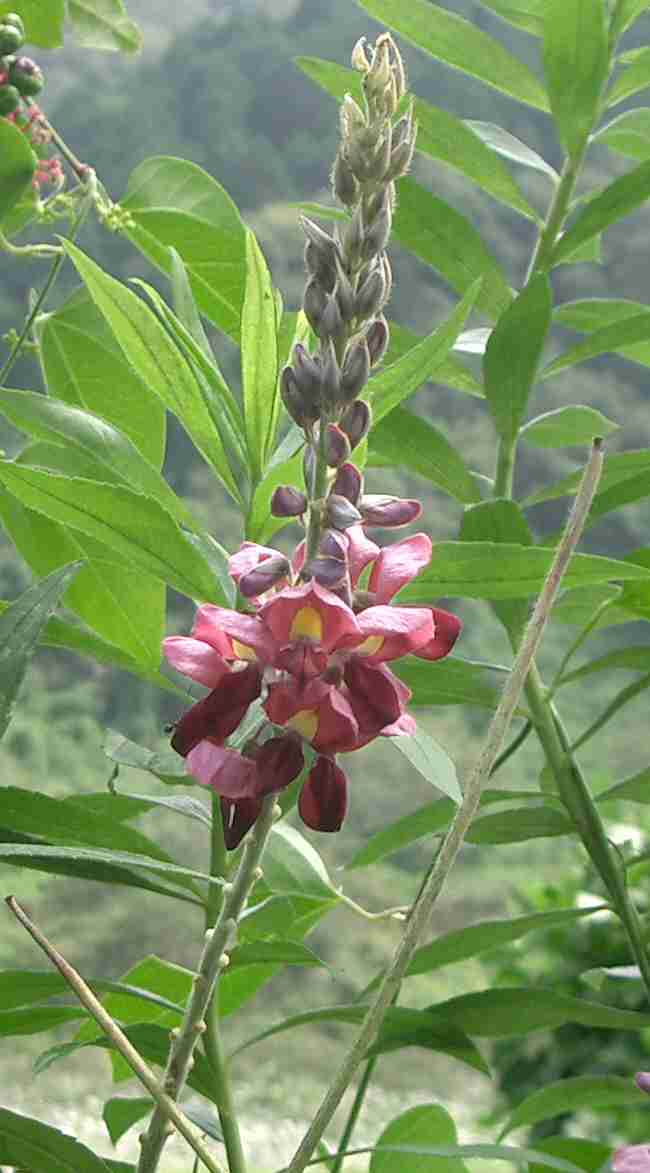
葛の花穂は下から上へと咲いていく。写真は下部の花は終わって既に落ち、中間部が咲いているところ。上部のつぼみはまだ固い。
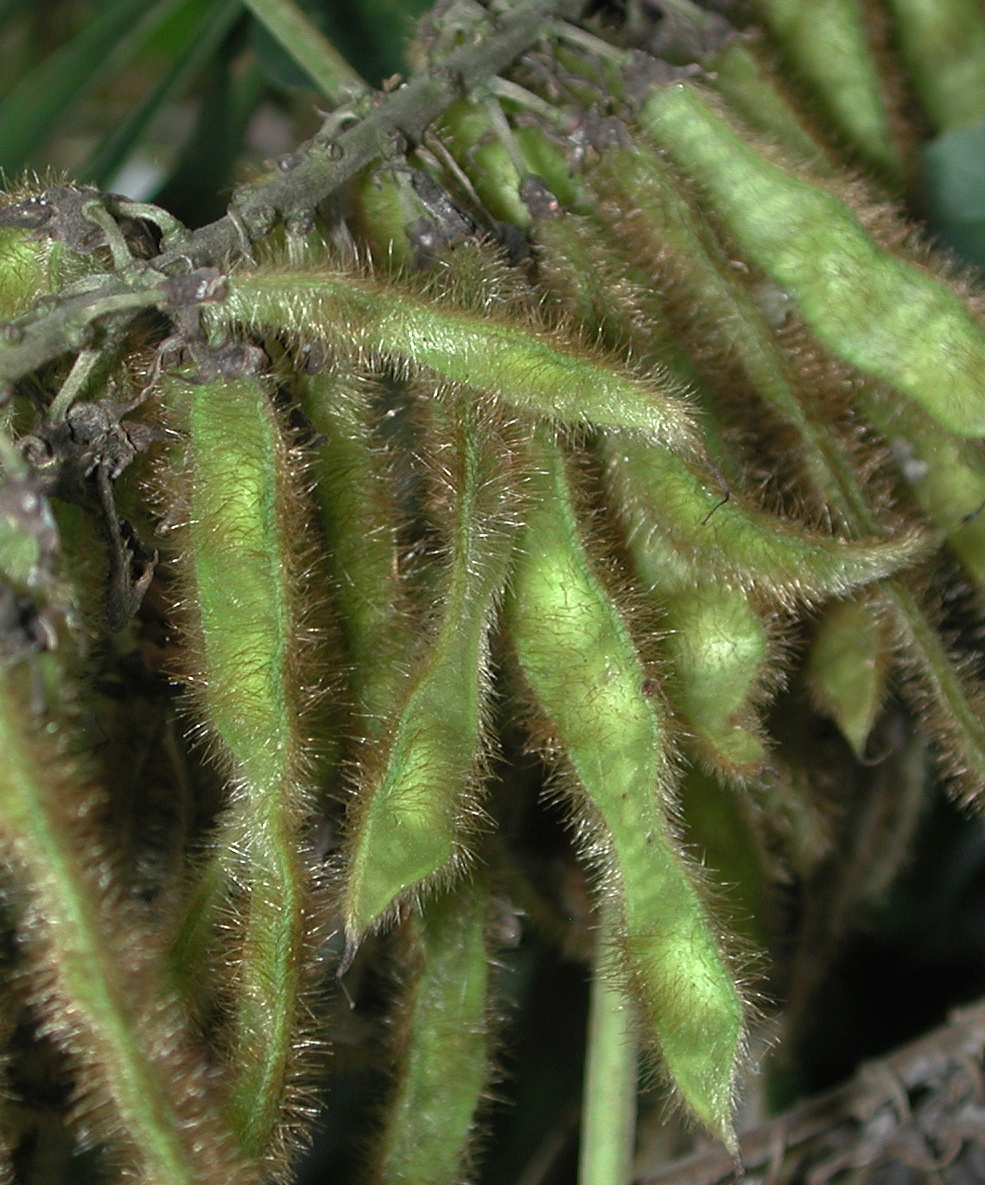
果実は莢果。

## 生態
つる性の多年草で、絡みつく相手を求めながらつるを長く伸ばして、広い範囲で根を下ろし、繁茂力が高い。クズは根茎と種子により増殖する。除草剤に強く、根絶は困難であり、雑草としてはびこることもしばしばである。海外では世界の侵略的外来種ワースト100にも指定されている。
かつての農村では田畑の周辺に育つクズのつるを作業用の材料に用いたため定期的に刈り取られていたが、刈り取りを行わない場合は短期間で低木林を覆い尽くすほど成長が早い。
伸び始めたばかりの樹木の枝に巻き付くと、それによって樹木の枝が曲がり、やがては枯死、さらに森林全体を衰退させてしまうこともあるため、林業ではクズなどを除去するつる切り作業は森林を健全に成長させる作業の一つとされている。
地上部のつるを刈り取っても地下に根茎が残り、すぐにつるが再生する。
本来の生態は林や垣根の周囲や斜面を覆うように生育している「マント群落」と呼ばれるつる草や低木の代表種で、森林（特に社寺・屋敷林のような小面積のもの）の周辺・露出した裸地・斜面などを覆い、風や直射日光を防ぎ、土砂の崩壊を抑える役目を果たしており、特に森林内を自動車道路が貫通するような場合などは、クズなどを含むマント群落植物が道路周辺にあった方が森林を保護する効果がある（むき出しの場合風や光が入って木が枯れ、森林が後退しやすい。）が、逆に森が切り開かれて林内の陰性の下生え植物が減ると、こうしたマント群落の植物が森林内部に侵入して林内が荒れた状態になる。
様々な昆虫のつく植物でもある。たとえば、黒と白のはっきりした模様のオジロアシナガゾウムシ、マルカメムシはよくクズで見かける。また、クズの葉に細かい虫食いがある場合、それはクズノチビタマムシによる食痕であることが多い。東南アジア原産の外来昆虫であるフェモラータオオモモブトハムシの幼虫はクズの蔓を肥大させて虫こぶ（ゴール）としその中を食べる。

## 近縁種
沖縄には同属のタイワンクズ (Pueraria montana) がある。全体にクズに似るが、葉の形や花の姿などに若干の差がある。なお、沖縄ではほぼ同様な姿でナタマメ属のタカナタマメ (Canavalia cathartica) も路傍によく出現する。

## 人間との関わり
日本では古くから食用や薬用に用いられ、天然繊維の材料としても用いられている。長くて大きな根からは、葛粉がとれる。

### 食用

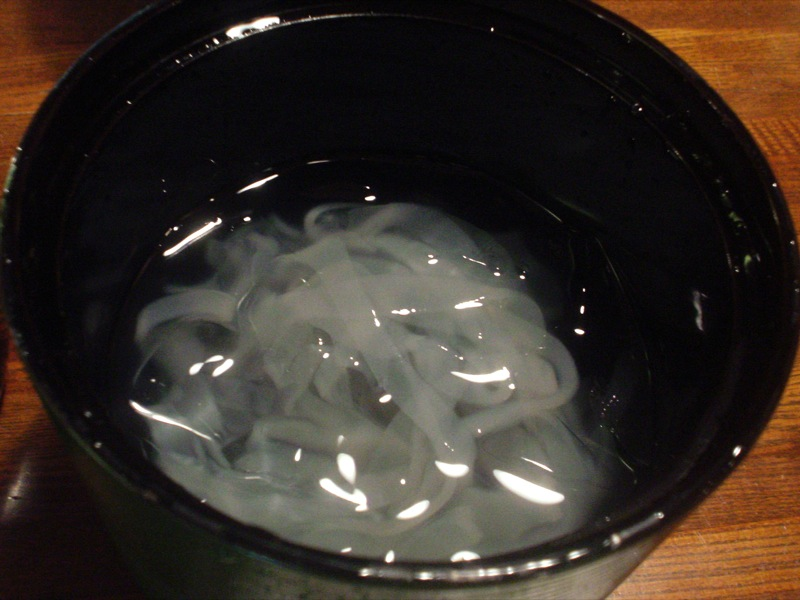
葛切り

古来から大きく肥大した塊根に含まれるデンプンをとり、「葛粉」として利用されてきた。秋から冬にかけて掘り起こしたものを砕いて水を加えて繊維を取り除き、精製してデンプンだけを採取する。葛粉を湯で溶かしたものを葛湯と言い、熱を加えて溶かしたものは固まると透明もしくは半透明になり、葛切りや葛餅、葛菓子（干菓子）などの和菓子材料や料理のとろみ付けに古くから用いられている。
あまり一般的ではないが、春から初夏にかけて出る、伸びはじめたつる先のやわらかい若芽（先端から5 - 7 cm）は、摘み取って食用にすることができ、茹でてから水にさらしておひたし、和え物、煮物に、生のまま天ぷらなどにする。夏から秋にかけて採取できるつぼみや花も食用になり、花穂を天ぷらにするほか、蜂蜜で煮詰めたり、穂を振って散らした花びらをさっと茹でて三杯酢にする。花びらは果実酒の色づけにも使える。種子は一般的には食用にされない。

### 薬用
薬用に利用でき、日本や中国では薬物名として根を葛根（かっこん）、花が葛花（かっか）、葉は葛葉（かつよう）とよんで生薬にする。
生薬として使用される部位のうち、日本薬局方に収録されているのは周皮を除いた根（カッコン）のみである。種子、葉、花、クズ澱粉、蔓は「医薬品的効能効果を標ぼうしない限り医薬品と判断しない成分本質 (原材料)」に分類される。

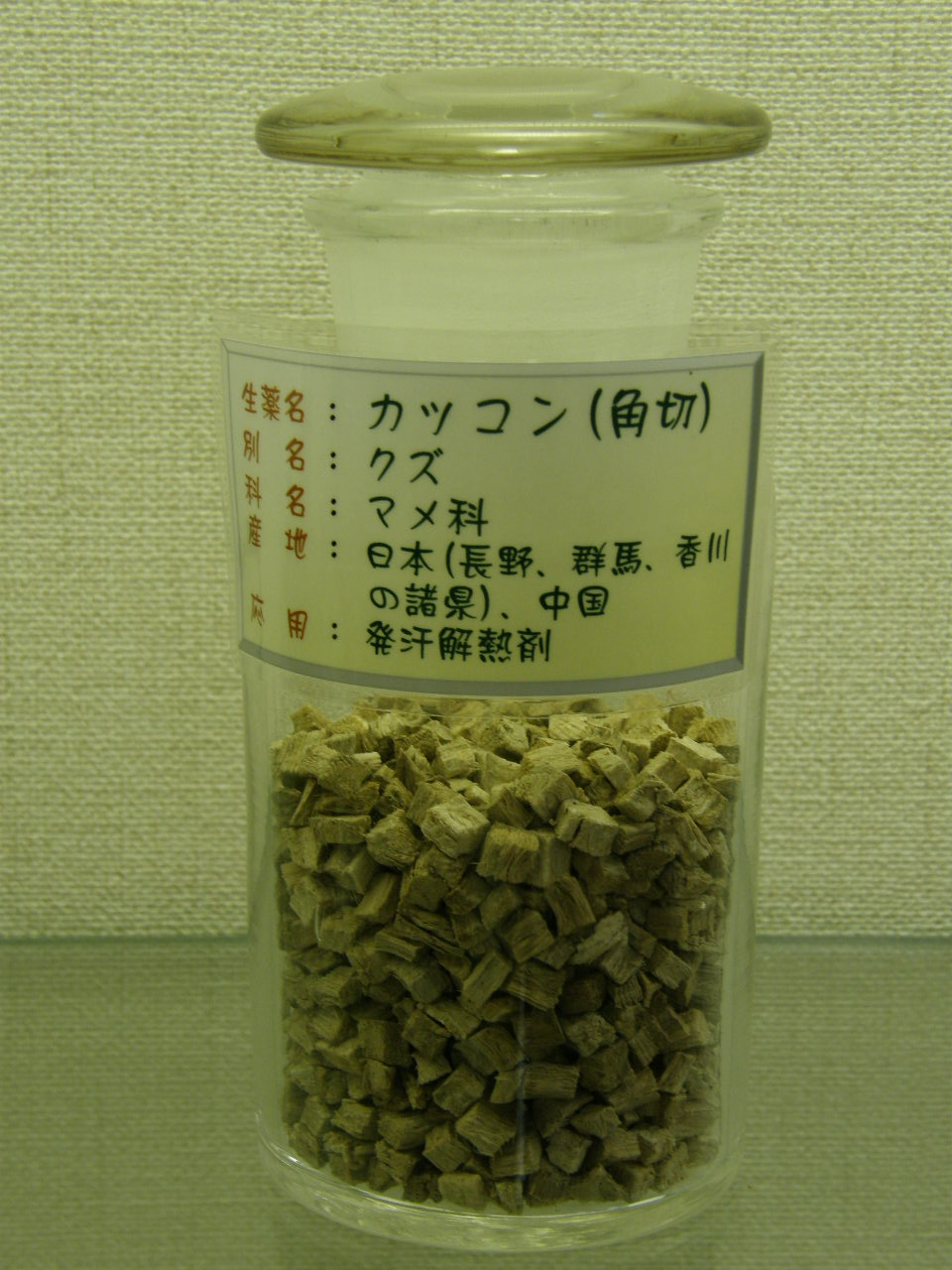
葛根
根を乾燥させたものを生薬名葛根（かっこん）と呼ぶ。日本薬局方に収録されている生薬で、数年かけて肥大した根が用いられる。古い株の根を掘り上げて、根皮を除き、生のうちに約5ミリメートルの不正六面体に細切りしたもの、もしくは長さ20 - 30センチメートル、幅5 - 10センチメートル、厚さ約1センチメートルの板状に細切りしたものを天日乾燥して調製する。発汗作用・解熱作用・鎮痛作用があるとされ、漢方方剤の葛根湯、参蘇飲、独活葛根湯などの原料になり、特に風邪の初期症状に用いられる葛根湯の主薬である。風邪や胃腸不良（下痢）の時の民間治療薬として古くから用いられてきた。民間療法では、5 - 10グラムを水300 - 400 ccで煎じ、3回に分けて温服する用法が知られている。葛粉で作った葛湯を飲んでも同様によいとも言われている。薬用として用いる場合の採集時期は、初夏が望ましい。
葛花
花を乾燥させたものを生薬名葛花（かっか）と呼ぶ。夏の開花初期の頃、房になった花を花穂ごと採取し、風通しのよい場所で速やかに乾燥。有効成分は、イソフラボン。民間では二日酔いによいとされ、葛花1 - 3グラムを茶碗に入れて湯を注いで、冷たくしてから飲む。花は焼酎に漬け込んで、花酒にする。
葛葉
葉は随時生のものを活用する。民間療法で、山歩きなどで怪我をしたときの傷の止血に用いられ、葉を手で揉んで汁をつける用法が知られる。

### 飼料
かつては飼料としても重宝されたが、こうした用途は減った。「ウマノオコワ」「ウマノボタモチ」といった地方名があるが、馬だけではなく牛、ヤギ、ウサギなど多くの草食動物が好んで食べる。

### 繊維材料
クズの繊維で編んだ布は新石器時代の遺跡からも出土している。茎（つる）の繊維は丈夫で、このつるを煮てから発酵させ、取りだした繊維で編んだ布は葛布（くずふ）と呼ばれる。現在に伝わっている製法の葛布は平安時代ごろから作られていたとされる。
江戸時代には『和漢三才図会』でも紹介された。かつては衣服・壁紙などに幅広く使われた。現在では生活雑貨や土産物として、数少ない専門店によって小規模ながら生産が続けられている。遠州、現在の静岡県掛川市の特産品である。
また、クズのつるは長いことから、切り取ったつるが乾燥して固くなる前に編むことで、籠などの生活用品を作ることができる。
2008年には、クズ属植物からバイオマスエタノールを抽出する技術が宮崎大学によって開発された。

### 絵画や意匠などの題材
日本においては古くから絵画や意匠の題材として扱われ、クズ固有の小さな葉を意匠的に図案化した家紋が数多く存在する。代表的なものに、「葛の花」「三つ割り葛の花」「横見葛の花」「三つ横見葛の花」「三つ葛の葉」「三つ割り葛の葉」など。
皇族・高円宮家の絢子女王のお印でもある。
なお、葛は秋の七草のひとつに数えられるとともに、秋の季語として多くの俳句に詠われている。

酒井抱一『風雨草花図』（左隻）。和歌や日本美術の世界において、葛は主要な秋草のひとつであった。
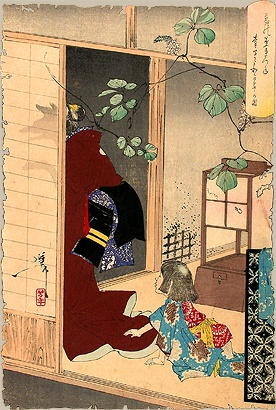
月岡芳年『新形三十六怪撰』より「葛の葉きつね童子にわかるるの図」。浮世絵に描かれた葛の例。